# Martin Luuk
Jaan Henrik Martin Luuk, född 6 augusti 1968 i Hägerstens församling i Stockholm, är en svensk manusförfattare och skådespelare, som ingår i Killinggänget. Han är yngre bror till programledaren Kristian Luuk och farbror till matlagningsbloggaren Smilla Luuk.

## Biografi
Martin Luuks föräldrar flydde till Sverige från Estland. Luuk är uppvuxen i Skärholmen, San Jose i Kalifornien och Täby. Han gick på Estniska skolan. Tillsammans med Andres Lokko och sin äldre bror Kristian Luuk representerade han Estland i bordshockey-VM 1989.
Martin Luuk har skrivit fyra kortböcker à tjugo sidor, 2006 utgivna på förlaget Loyal Press, däribland Kära Ballongis. År 2008 kom Stockholm brinner (inte) igen ut på förlaget Modernista, som ett resultat av att budskapet, uppsatt på stadens anslagstavlor och elskåp, snabbt blev nedrivet.
Luuk har givit ut tre musiksinglar på skivbolaget Emotion, A Gentleman's Story, jullåten Jag vill dö samt Did You Know I Was In Love With You. Han har musikprojektet Hot Blondino tillsammans med artisten Kalle J. 
Han är frånskild och har två barn.

## Filmmanus
- 2004 – Fyra nyanser av brunt
- 1999 – Fyra små filmer
  - Gunnar Rehlin - en liten film om att göra någon illa
  - Ben & Gunnar
  - På sista versen
  - Torsk på Tallinn
- 1996 – Percy tårar
- 1995 – NileCity 105,6 (endast brandmänssketcherna)

## Filmografi i urval
- 1999 – Torsk på Tallinn
- 1999 – Ben & Gunnar
- 2004 – Fyra nyanser av brunt
- 2017–2021 – Bonusfamiljen (TV-serie)

## Diskografi
- A Gentleman's Story (2012)
- Jag vill dö (2013)
- Did You Know I Was In Love With You (2014)
- Jag grät när Robert Nettarp Dog (2022)